# CAR-Algebra
Die CAR-Algebra ist eine im mathematischen Gebiet der Funktionalanalysis betrachtete Algebra. Es handelt sich um eine C*-Algebra, die eng mit den in der Quantenmechanik untersuchten kanonischen Antivertauschungsrelationen (engl. canonical anticommutation relation, daher der Name CAR) verbunden ist und daher auch Fermionenalgebra genannt wird.

## Konstruktion
Bezeichnet {\displaystyle M_{n}} die C*-Algebra der komplexen {\displaystyle n\times n}-Matrizen, so kann man {\displaystyle M_{2^{n}}} vermöge des isometrischen *-Homomorphismus
als Unteralgebra von {\displaystyle M_{2^{n+1}}} auffassen. Auf der Vereinigung aller so ineinander liegenden Matrizenalgebren hat man dann eine Norm, die jede der C*-Normen auf {\displaystyle M_{2^{n}}} fortsetzt und daher bis auf die Vollständigkeit alle Eigenschaften einer C*-Norm hat. Die Vervollständigung ist dann eine C*-Algebra, die man die CAR-Algebra nennt.

## Kanonische Antivertauschungsrelationen
Es seien {\displaystyle H} ein separabler Hilbertraum und {\displaystyle \alpha :H\rightarrow L(H)} eine lineare Abbildung in die C*-Algebra {\displaystyle L(H)} der stetigen, linearen Operatoren auf {\displaystyle H} mit folgenden Eigenschaften:
{\displaystyle \alpha (x)\alpha (y)^{*}+\alpha (y)^{*}\alpha (x)\,=\,\langle x,y\rangle \mathrm {id} _{H}}
für alle Vektoren {\displaystyle x,y\in H}.
Man sagt, {\displaystyle \alpha } erfülle die kanonischen Antivertauschungsrelationen; diese werden von den in der Quantenmechanik betrachteten Erzeugungs- und Vernichtungsoperatoren für Fermionen erfüllt. Solche Abbildungen {\displaystyle \alpha } lassen sich beispielsweise auf dem Fockraum realisieren. Die Isomorphieklasse der von den Operatoren {\displaystyle \alpha (x)} erzeugten C*-Algebra erweist sich als unabhängig von der speziellen Auswahl der Abbildung {\displaystyle \alpha }, denn es gilt:
- Die von allen Operatoren {\displaystyle \alpha (x),\,x\in H} erzeugte C*-Algebra ist isomorph zur CAR-Algebra.

Ist {\displaystyle (x_{n})_{n\in \mathbb {N} }} eine Orthonormalbasis von {\displaystyle H}, so kann die Einbettung {\displaystyle C^{*}(\alpha (x_{1}),\ldots ,\alpha (x_{n}))\subset C^{*}(\alpha (x_{1}),\ldots ,\alpha (x_{n+1}))} mit obiger Einbettung {\displaystyle M_{2^{n}}\rightarrow M_{2^{n+1}}} identifiziert werden ({\displaystyle C^{*}(\ldots )} steht hier für die von in den Klammern aufgelisteten Operatoren erzeugte C*-Algebra).

## Als UHF-Algebra und AF-Algebra
Ihrer Konstruktion nach ist die CAR-Algebra eine UHF-Algebra, und zwar diejenige zur übernatürlichen Zahl {\displaystyle 2^{\infty }} (siehe dazu den Artikel UHF-Algebra). Als UHF-Algebra ist sie auch eine AF-C*-Algebra und daher unter allen AF-C*-Algebren durch ihre geordnete skalierte {\displaystyle K_{0}}-Gruppe ausgezeichnet. Diese ist {\displaystyle \mathbb {Z} \left[{\frac {1}{2}}\right]} mit der durch [0,1] gegebenen Skala. {\displaystyle \mathbb {Z} \left[{\frac {1}{2}}\right]} steht dabei für die Menge aller rationalen Zahlen, deren Nenner eine Zweierpotenz ist.

## Produktzustände und Typ III-Faktoren
Zu jedem {\displaystyle \lambda \in [0,1]} kann man rekursiv Zustände {\displaystyle \varphi _{\lambda }^{(n)}:M_{2^{n}}\rightarrow \mathbb {C} } definieren, wobei
- {\displaystyle \varphi _{\lambda }^{(0)}:M_{2^{0}}\cong \mathbb {C} \rightarrow \mathbb {C} } die identische Abbildung sei und
- {\displaystyle \varphi _{\lambda }^{(n)}(x)=\lambda \varphi _{\lambda }^{(n-1)}(x_{1,1})+(1-\lambda )\varphi _{\lambda }^{(n-1)}(x_{2,2})} für jedes {\displaystyle n>0}, wobei {\displaystyle x=(x_{i,j})} als {\displaystyle 2\times 2}-Matrix mit Elementen aus {\displaystyle M_{2^{n-1}}} geschrieben ist.

Dann ist die Einschränkung von {\displaystyle \varphi _{\lambda }^{(n)}} auf {\displaystyle M_{2^{n-1}}} gleich {\displaystyle \varphi _{\lambda }^{(n-1)}}, denn gemäß der hier betrachteten Einbettung von {\displaystyle M_{2^{n-1}}} nach {\displaystyle M_{2^{n}}} ist
{\displaystyle (\varphi _{\lambda }^{(n)}|_{M_{2^{n-1}}})(x)=\varphi _{\lambda }^{(n)}\left({\begin{pmatrix}x&0\\0&x\end{pmatrix}}\right)=\lambda \varphi _{\lambda }^{(n-1)}(x)+(1-\lambda )\varphi _{\lambda }^{(n-1)}(x)=\varphi _{\lambda }^{(n-1)}(x)}.
Daher gibt es auf der CAR-Algebra einen eindeutigen Zustand {\displaystyle \varphi _{\lambda }}, der auf allen {\displaystyle M_{2^{n}}} mit {\displaystyle \varphi _{\lambda }^{(n)}} übereinstimmt. Dieser heißt der zu {\displaystyle \lambda } gehörige Produktzustand. Die Bezeichnung Produktzustand rührt daher, dass man ihn auch über Tensorprodukt-Konstruktionen gewinnen kann, was hier aber nicht ausgeführt wird. Nach J. Glimm lassen sich mittels dieser Zustände wie folgt Faktoren vom Typ III konstruieren.
Zum Zustand {\displaystyle \varphi _{\lambda }} gehört mittels GNS-Konstruktion eine Hilbertraum-Darstellung {\displaystyle \pi _{\lambda }:A\rightarrow L(H_{\lambda })} auf einem Hilbertraum {\displaystyle H_{\lambda }}. Für {\displaystyle 0<\lambda <{\frac {1}{2}}} ist das Bild {\displaystyle \pi _{\lambda }(A)\subset L(H_{\lambda })} eine C*-Algebra, deren Abschluss in der schwachen Operatortopologie ein Faktor vom Typ III ist. Je zwei solche Faktoren zu verschiedenen Zahlen aus dem offenen Intervall {\displaystyle \left(0,{\frac {1}{2}}\right)} sind nicht isomorph.

## GICAR-Algebra
Sei {\displaystyle \alpha :H\rightarrow L(H)} eine Abbildung, die den oben definierten kanonischen Antivertauschungsrelationen genügt. Ist {\displaystyle \mu \in \mathbb {C} } mit {\displaystyle |\mu |=1}, so erfüllt auch {\displaystyle \beta :H\rightarrow L(H),\,x\mapsto \alpha (\mu x)} die kanonischen Antivertauschungsrelationen, wie man leicht nachrechnen kann.
Da die von den {\displaystyle \alpha (x)} bzw. von den {\displaystyle \beta (x)} erzeugte C*-Algebra, wobei {\displaystyle x} den Hilbertraum durchläuft, in beiden Fällen die CAR-Algebra {\displaystyle A} ist, kann man zeigen, dass man einen Automorphismus {\displaystyle \sigma _{\mu }:A\rightarrow A} erhält, den man Eichautomorphismus nennt.
Die C*-Unteralgebra derjenigen Elemente von {\displaystyle A}, die unter allen Eichautomorphismen {\displaystyle \sigma _{\mu },|\mu |=1} invariant sind, heißt GICAR-Algebra. Dabei steht GI für gauge-invariant (deutsch: eich-invariant). Man kann zeigen, dass die GICAR-Algebra eine AF-C*-Algebra ist. Während die CAR-Algebra einfach ist, das heißt, sie hat keine nicht-trivialen zweiseitigen Ideale, hat die GICAR-Algebra eine reiche Idealstruktur, die man an ihrem Bratteli-Diagramm ablesen kann. Dieses hat die Form des Pascalschen Dreiecks: